# Gerlostal
Gerlostal är en dal i Österrike.   Den ligger i förbundslandet Tyrolen, i den västra delen av landet, 300 km väster om huvudstaden Wien.
Trakten runt Gerlostal består i huvudsak av gräsmarker. Runt Gerlostal är det ganska glesbefolkat, med 42 invånare per kvadratkilometer.